# Tia hồng ngoại

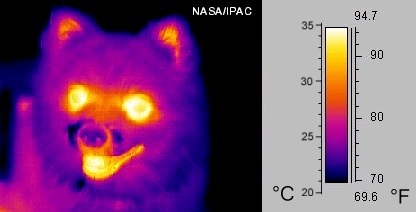
Hình ảnh của một chú chó chụp bằng camera hồng ngoại nhiệt. Những chỗ có nhiệt độ cao phát ra tia hồng ngoại tần số cao hơn, thể hiện bằng màu nóng sáng hơn trên hình.

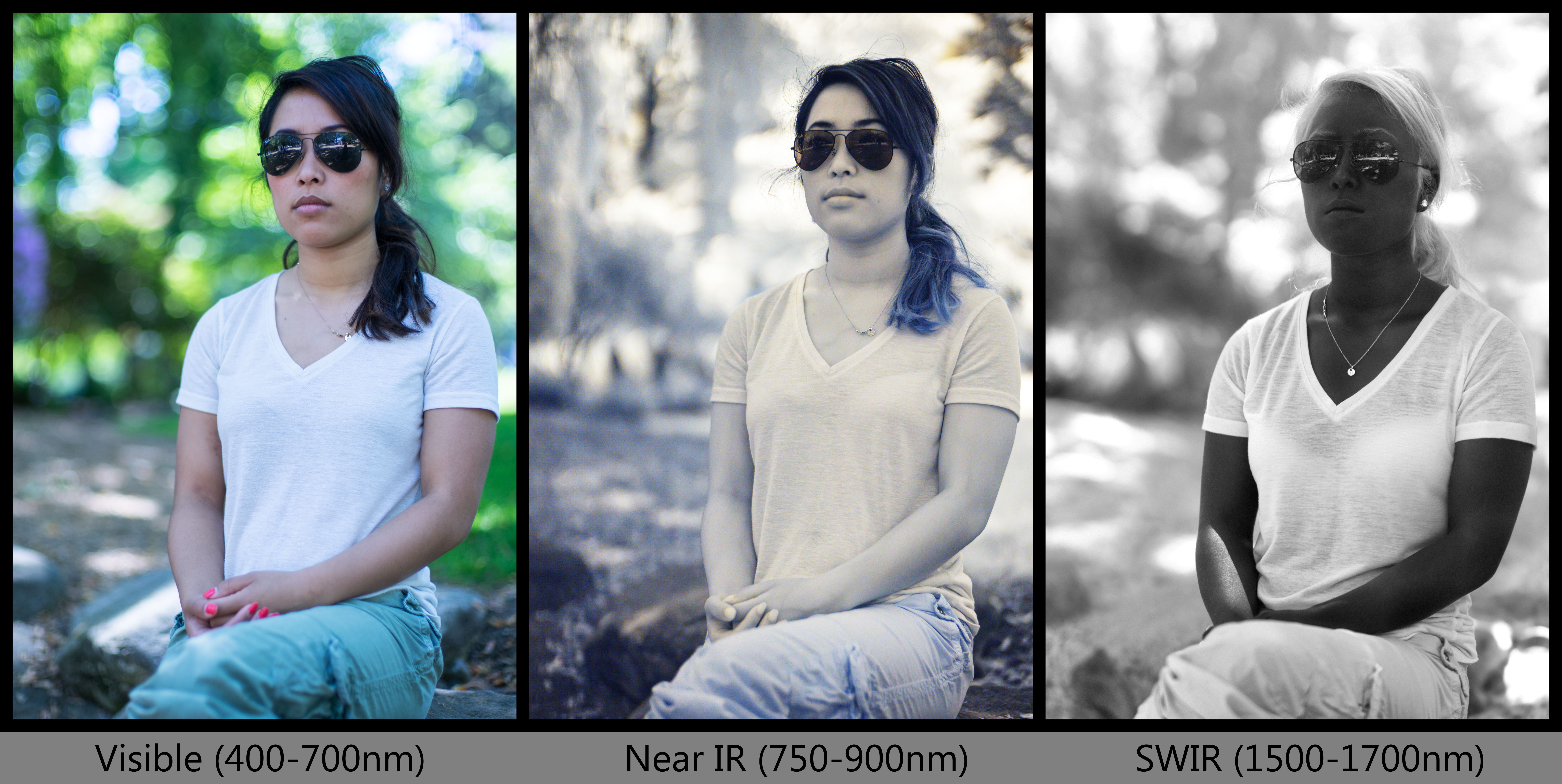
Ảnh chụp ở các bước sóng khác nhau

Tia hồng ngoại là bức xạ điện từ có bước sóng dài hơn ánh sáng nhìn thấy (mắt người có thể cảm nhận được màu sắc) nhưng ngắn hơn tia bức xạ vi ba.  
| Tên                | Bước sóng          | Tần số (Hz)       | Năng lượng photon (eV) |
| ------------------ | ------------------ | ----------------- | ---------------------- |
| Tia gamma          | ≤ 0,01 nm          | ≥ 30 EHz          | 124 keV - 300+ GeV     |
| Tia X              | 0,01 nm - 10 nm    | 30 EHz - 30 PHz   | 124 eV - 124 keV       |
| Tia tử ngoại       | 10 nm - 380 nm     | 30 PHz - 790 THz  | 3.3 eV - 124 eV        |
| Ánh sáng nhìn thấy | 380 nm-760 nm      | 790 THz - 430 THz | 1.7 eV - 3.3 eV        |
| Tia hồng ngoại     | 760 nm - 1 mm      | 430 THz - 300 GHz | 1.24 meV - 1.7 eV      |
| Vi ba              | 1 mm - 1 mét       | 300 GHz - 300 MHz | 1.7 eV - 1.24 meV      |
| Sóng vô tuyến      | 1 mét - 100.000 km | 300 MHz - 3 Hz    | 12.4 feV - 1.24 meV    |

Vùng ánh sáng mà mắt người thông thường nhìn thấy, còn được gọi là "ánh sáng khả kiến", có bước sóng từ 380 nm đến 760 nm hay tần số 430-790 THz. Bức xạ hồng ngoại được định nghĩa có bước sóng từ 760 nm (tần số 430 THz) đến 1 mm (300 GHz). Một số sinh vật có thể nhìn thấy tia hồng ngoại ở vùng gần kề với ánh sáng thường, cũng như trong một số thí nghiệm thì có người nhìn thấy đến vùng hồng ngoại 1050 nm.

## Từ nguyên
Tên "hồng ngoại" có nghĩa là "ngoài mức đỏ", màu đỏ là màu sắc có bước sóng dài nhất trong ánh sáng nhìn thấy.

## Phân loại
Tia hồng ngoại được phân chia theo bước sóng thành ba vùng chính, tuy nhiên phân loại Mỹ thì phân chia ra 5 vùng.
| Tên                   | Viết tắt                                                        | Bước sóng     | Tần số      | Năng lượng photon | Đặc trưng |
| --------------------- | --------------------------------------------------------------- | ------------- | ----------- | ----------------- | --- |
| Hồng ngoại gần        | NIR, IR-A DIN                                                   | 750 nm-1,4 µm | 214-400 THz | 886-1653 meV      | Được xác định bởi sự hấp thụ của nước, và thường được sử dụng trong viễn thông sợi quang vì tổn thất do suy giảm trong thủy tinh SiO2 là ở mức trung bình. Các máy khuếch đại hình ảnh rất nhạy cảm với vùng quang phổ này, như trong các thiết bị nhìn đêm. |
| Hồng ngoại sóng ngắn  | SWIR, IR-B DIN                                                  | 1,4-3 µm      | 100-214 THz | 413-886 meV       | Hấp thụ trong nước tăng đáng kể tại 1,45 µm. Dải 1,53-1,56 µm là vùng phổ hiện dùng nhiều trong viễn thông đường dài. |
| Hồng ngoại sóng trung | MWIR, IR-C DIN; MidIR. Còn gọi là "intermediate infrared" (IIR) | 3-8 µm        | 37-100 THz  | 155-413 meV       | Trong công nghệ dẫn đường tên lửa thì vùng 3-5 µm là cửa sổ khí quyển, trong đó "đầu dò tầm nhiệt" IR thụ động của tên lửa được bố trí để làm việc, dẫn đường vào chỉ dấu hồng ngoại của máy bay mục tiêu, thường là chùm ống xả của động cơ phản lực. Dải này còn được gọi là hồng ngoại nhiệt, nhưng nó chỉ phát hiện được nhiệt độ hơi cao hơn nhiệt độ cơ thể. |
| Hồng ngoại sóng dài   | LWIR, IR-C DIN                                                  | 8-15 µm       | 20-37 THz   | 83-155 meV        | vùng của các "ảnh nhiệt", trong đó các cảm biến có thể hoàn toàn thụ động thu được hình ảnh các đối tượng có nhiệt độ chỉ hơi cao hơn nhiệt độ phòng, ví dụ cơ thể con người, mà không cần ánh sáng chiếu vào từ mặt trời, mặt trăng, hoặc đèn chiếu hồng ngoại. Vùng này còn được gọi là "hồng ngoại nhiệt".                                                      |
| Hồng ngoại xa         | FIR                                                             | 15-1000 µm    | 0.3-20 THz  | 1.2-83 meV        | Xem hồng ngoại xa và laser hồng ngoại xa. |

| Tên gọi         | Ký hiệu | Ký hiệu | Bước sóng μm | Nhiệt độ theo phân bố Wien | Ghi chú |
| --------------- | ------- | ------- | ------------ | -------------------------- | --- |
| Hồng ngoại gần  | NIR     | IR-A    | 0,78…1,4     | > 3700° K                  | - Phần sóng ngắn của dãy NIR, ranh giới 780 nm xác định theo thị giác của con người đối với phổ ánh sáng Mặt Trời. - Hồng ngoại chụp ảnh (ảnh màu hồng ngoại, ColorInfraRed CIR) là 0,7-1,0 µm. Phim chụp ảnh có thể hấp thụ dải này. |
| Hồng ngoại gần  | NIR     | IR-B    | 1,4…3,0      | > 3700° K                  | - Phần sóng dài của NIR - Ranh giới được coi là vùng hấp thụ mạnh của nước ở 1,45 μm. |
| Hồng ngoại giữa | MIR     | IR-C    | 3…50         | 1000…60° K                 | - Phạm vi của các bức xạ nhiệt ở nhiệt độ trên mặt đất |
| Hồng ngoại xa   | FIR     | IR-C    | 50…1000      | < 3° K                     | - Khí quyển hấp thụ mạnh ở đây, ranh giới với vùng vi sóng là các bức xạ vũ trụ 3° Kelvin có thể nhìn thấy. |

### Kỹ thuật hồng ngoại trong quân sự

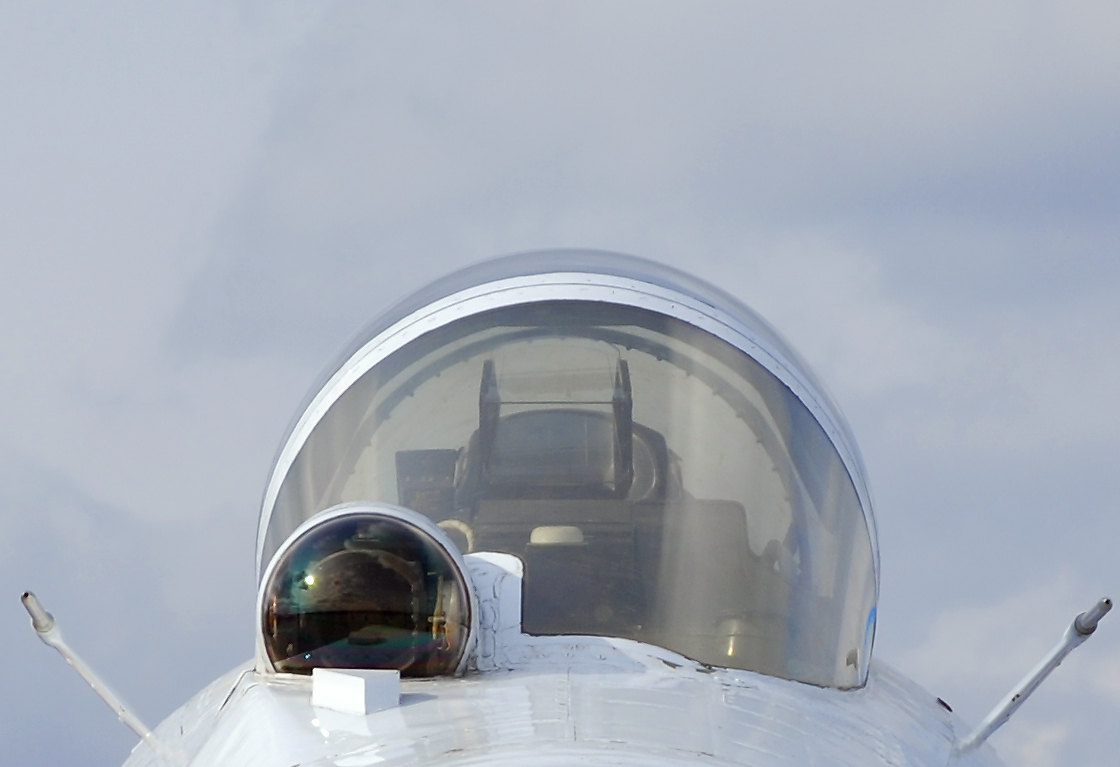
Thiết bị tìm kiếm và theo dõi mục tiêu bằng tia hồng ngoại (IRST) OLS-35 trên máy bay tiêm kích đa năng Sukhoi Su-35 của Nga (nằm bên phải buồng lái)

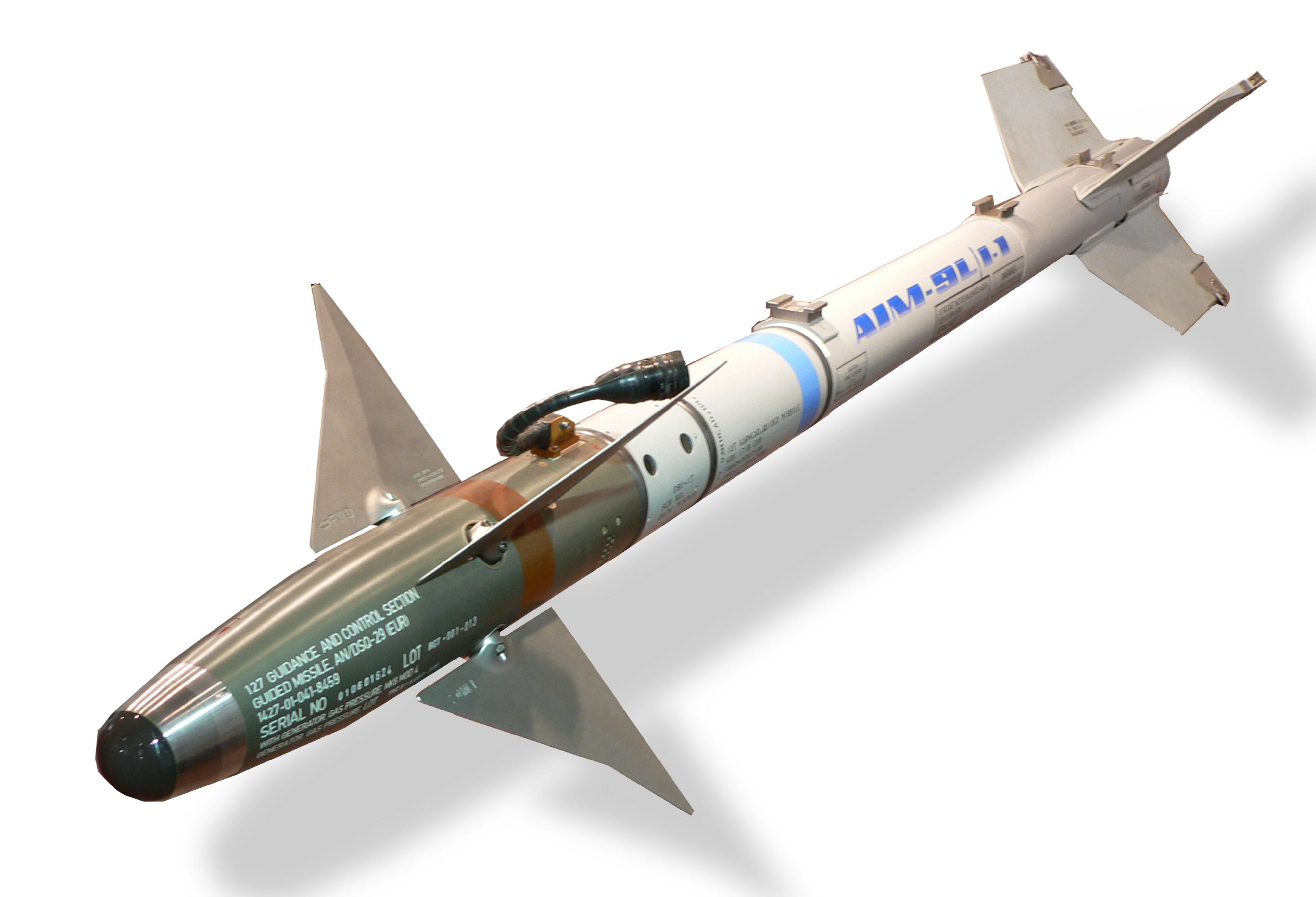
Tên lửa không đối không dẫn đường bằng tia hồng ngoại AIM-9 Sidewinder của Mỹ

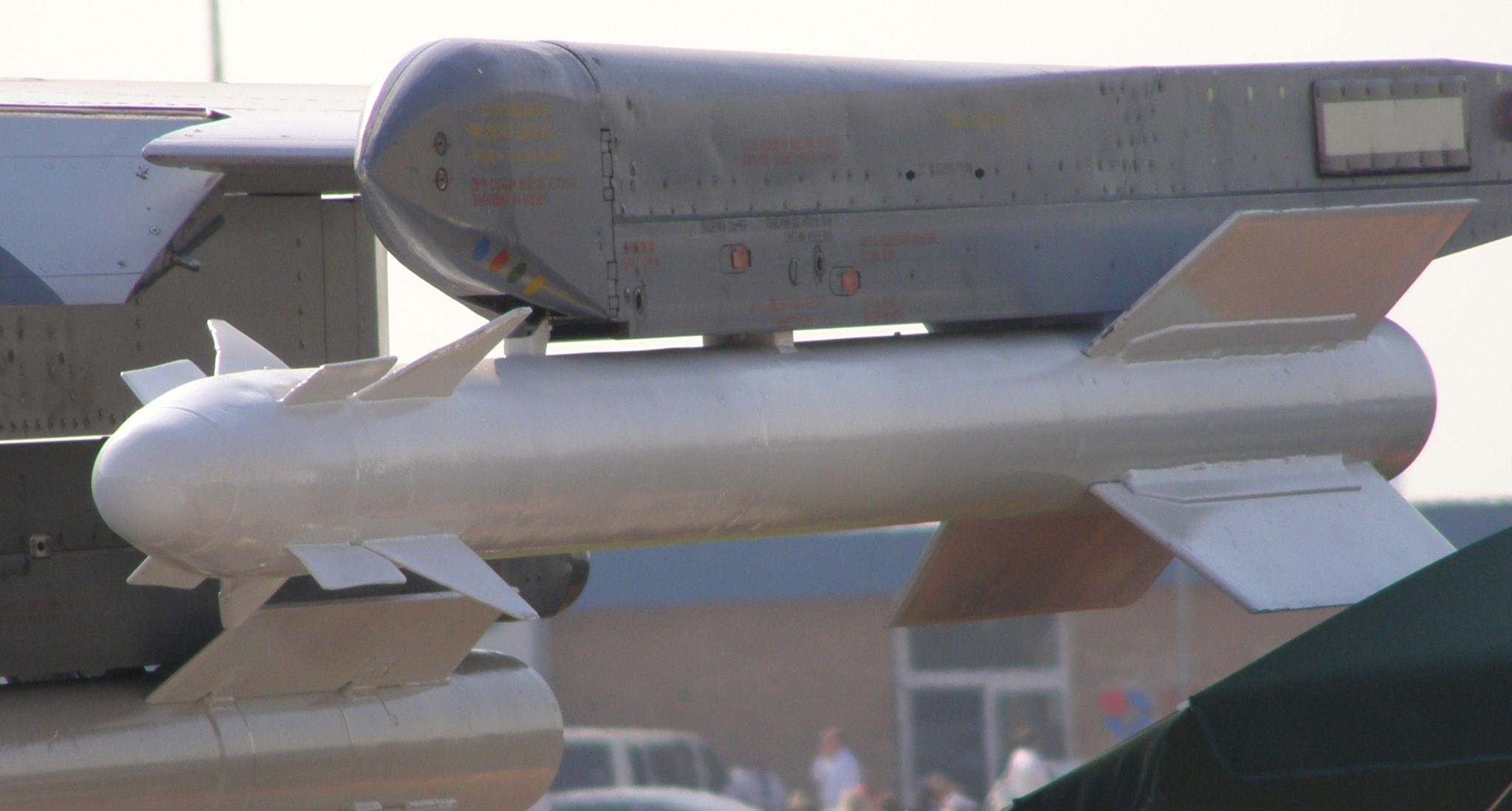
Tên lửa không đối không dẫn đường bằng tia hồng ngoại Vympel R-73 (NATO: AA-11 Archer) của Nga

### Truyền thông

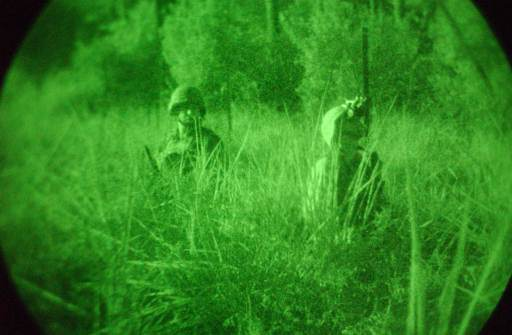
Cảnh nhìn đêm hai binh sĩ Mỹ trong cuộc chiến tranh Iraq năm 2003

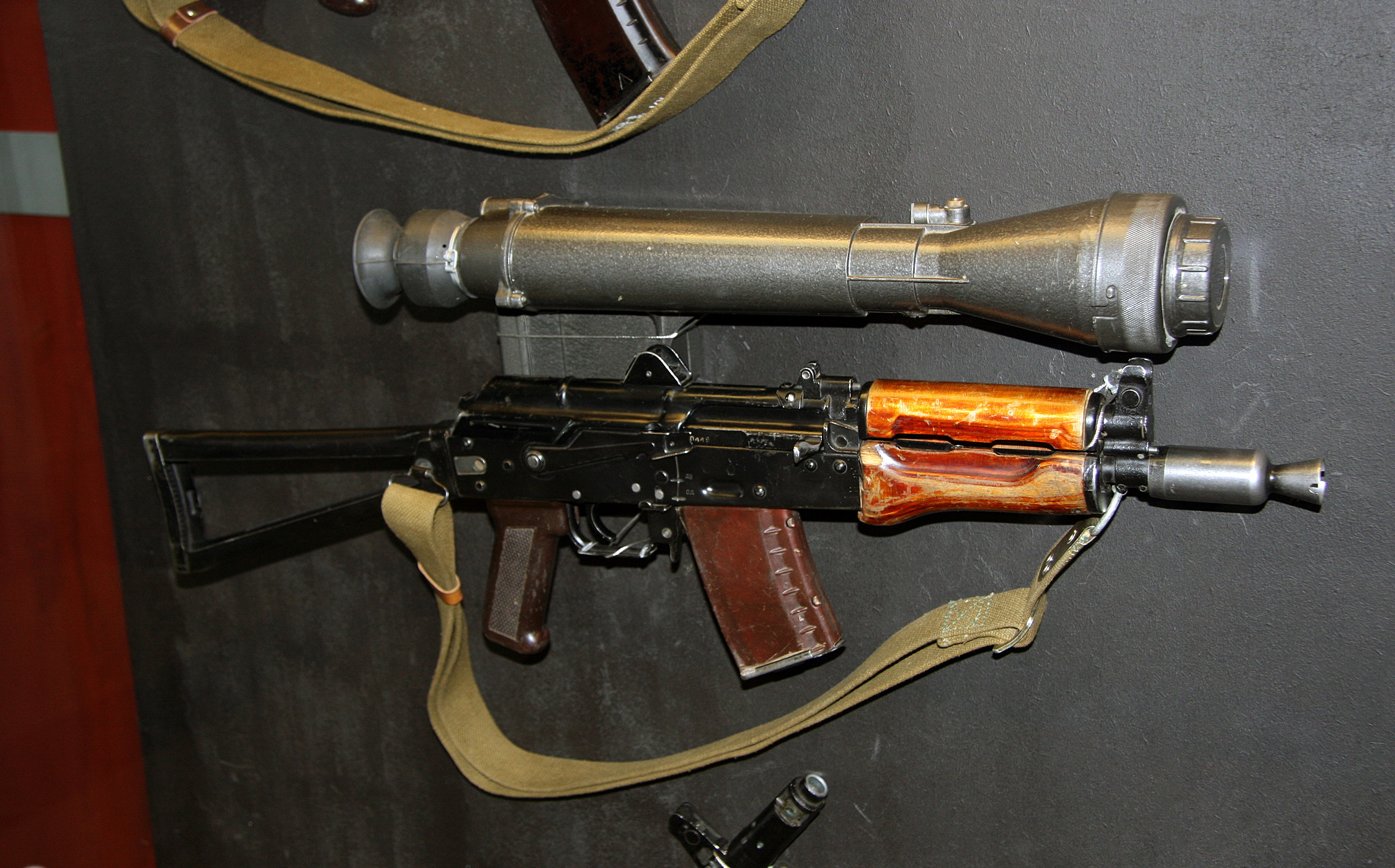
Ống kính nhìn đêm NSPU (1PN34) 3.5x lắp vào súng trường AKS-74U của Nga

### Thiết bị nhìn đêm

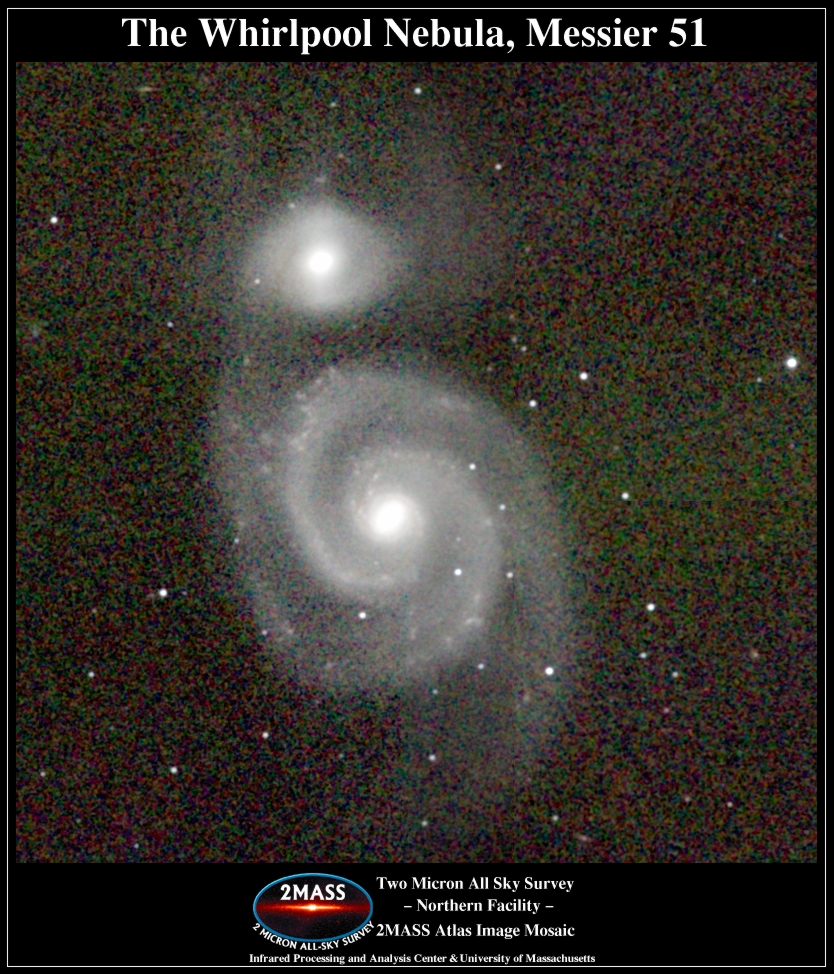
Ảnh vòng xoáy thiên hà chụp ở hồng ngoại bước sóng 2 μm